# اسپیربانکن سور
اسپیربانکن سور (انگلیسی: Sparebanken Sør) شرکت خدمات مالی و بانکداری نروژی است، که سال ۱۸۲۴ تأسیس شد.